# Kierwik
Kierwik (niem. Kurwig, w latach 1938–1945 Kurwick) – wieś w Polsce położona w województwie warmińsko-mazurskim, w powiecie szczycieńskim, w gminie Świętajno. Miejscowość leży nad jeziorem Kierwik.
W latach 1975–1998 miejscowość należała administracyjnie do województwa olsztyńskiego.